# 李中白
李中白，字繪先，山西長治人。清初翰林。

## 生平
李中白於順治四年（1647年）中式丁亥科三甲進士。選庶吉士，散館授檢討，官至侍讀學士。